# La Quinta Estación
La Quinta Estación —abreviado como La 5.ª Estación— fue un grupo musical español de pop y pop rock formado en el año 2000. La banda estuvo compuesta por los músicos Natalia Jiménez (voz y armónica) y Ángel Reyero (guitarra). Pablo Domínguez (guitarra y bajo) fue el tercer miembro hasta su salida de la banda en 2008. El grupo anunció su disolución en 2010.
Fue creada originalmente por seis miembros, Sven Martín, Miguel A. Pascual, Carlos León, Mariluz Peñalver, María Arenas y Pablo Domínguez,[cita requerida] e inicialmente se presentaban en algunos bares de España, pero no lograron tener éxito relevante. El nombre del grupo se debe a que ese era el número de estaciones que separaban a María y Miguel (De Las Matas a Pozuelo) para juntarse e ir a ensayar. Más tarde saldrían de la banda Miguel, Carlos, Mariluz y María y se integrarían Natalia Jiménez y Ángel Reyero, estableciendo un cuarteto musical con Natalia, Ángel, Pablo y Sven como miembros.[cita requerida]
En 2001 la banda firmó contrato con la discográfica BMG quien los llevó a México para grabar su primer álbum de estudio Primera toma. Sven Martín, compositor y creador del grupo abandonó la banda poco después, reestructurándose finalmente como un trío hasta 2008, posteriormente se convertirían en un dúo integrado solo por Natalia y Ángel.
La banda consiguió posicionar sencillos en los top 10 en diferentes países con temas conocidos como «¿Dónde irán?», «Perdición», «No quiero perderte», «El sol no regresa», «Algo más», «Daría», «Niña», «Tu peor error», «Me muero», «Sueños rotos», «Ahora que te vas», «La frase tonta de la semana», «Que te quería», «Recuérdame» o «Me dueles».
De su álbum debut Primera toma (2002), lograron el reconocimiento en México gracias a su sencillo «¿Dónde irán?» elegido como tema central para la telenovela juvenil Clase 406, le siguió el disco Flores de alquiler (2004). Y de sus dos últimos álbumes El mundo se equivoca (2006) fueron galardonados con el Grammy latino a Mejor álbum vocal pop dúo o grupo y con Sin frenos (2009) ganaron el Premio Grammy por Mejor álbum de pop latino. En el año 2010 la banda anunció su separación y Natalia Jiménez inició su carrera como solista.

## Historia

### 2000-2001: Comienzos
La Quinta Estación fue creada en el año 2000, por Sven Martín, Miguel A. Pascual y Carlos León. Más tarde se unen a ellos Mariluz Peñalver, María Arenas y Pablo, quienes practicaban sus canciones en locales de ensayo madrileños. Posteriormente se incorporarían al grupo Natalia Jiménez y Ángel Reyero. A finales del 2001, graban su primera maqueta con cuatro canciones y con la participación de Natalia, Ángel, Miguel, Pablo, Carlos y Sven.[cita requerida]
El nombre surge a partir del número de estaciones de tren (cinco) que tenían que recorrer María y Miguel para poder reunirse, especificaemente de Las Matas a Pozuelo. Sony BMG México a través de su presidente, Antonio Blanco, viajó a Madrid, España, para firmarles un contrato discográfico, y ofrecerles posteriormente, la oportunidad de viajar a México para grabar su primer álbum. Finalmente, solo Natalia, Sven, Pablo y Ángel deciden cruzar el charco.

### 2002-2003:Primera toma
En 2002, salió a la venta su primer álbum de estudio, Primera toma.[cita requerida] El sencillo «¿Dónde irán?», fue elegido como tema central en la telenovela juvenil Clase 406.[cita requerida] Otros sencillos serían «Perdición» y «No quiero perderte», con los que se colocaron dentro de los diez primeros de la radio mexicana durante varios meses.[cita requerida] Posteriormente realizan además una versión del tema «Si yo fuera mujer», que encabezaría la banda sonora de la película Dame tu cuerpo.[cita requerida] Asimismo, fueron invitados a participar en el disco homenaje a Hombres G, con su versión del tema «Voy a pasármelo bien».[cita requerida]
Sin embargo el éxito de Primera toma fue mínimo. Además, por conflictos internos en la banda, Sven abandonó el grupo, poco tiempo después. Y el grupo atravesó una nueva etapa, integrándose como un trío musical formado por Pablo, Ángel y Natalia. Finalmente la casa discográfica les otorgó otra oportunidad y en 2004 editan Flores de alquiler.[cita requerida]

### 2004-2005:Flores de alquiler
En 2004, publican su segundo disco en el que incluyeron 11 temas inéditos de autoría de la banda, llamado Flores de alquiler. También se lanzó con éxito en España y consiguieron un disco de oro,[cita requerida]  Los sencillos fueron: «El sol no regresa», «Algo más», «Daría» y «Niña». Con este álbum consiguieron premios y nominaciones, en los Premios MTV Latinoamérica como mejor nuevo artista en México y los premios Oye! como mejor grupo español.[cita requerida]
La canción «El sol no regresa», compuesta por Pablo Domínguez y Ángel Reyero, se mantuvo durante más de cuatro semanas en el Top 10 de las listas de popularidad de la radio española.[cita requerida] Participaron en el Mediatic Festival, fueron invitados a abrir el concierto de Avril Lavigne en el auditorio del Parque Juan Carlos I[cita requerida] y fueron parte de «La Gira de la Zona 40» de Los 40 principales, donde visitaron varias ciudades como La Coruña, Oviedo, Santander, Bilbao, San Sebastián, Alicante, Cartagena, Granada y Málaga, entre otras. Realizaron varias visitas promocionales, además de ofrecer conciertos en distintas provincias españolas.
La canción «Algo más» fue utilizada como tema de entrada de la telenovela Inocente de ti junto al tema del mismo nombre del cantautor Juan Gabriel.[cita requerida]  El tema solo fue usado como tema de entrada durante su primera transmisión en Univision y luego para otras cadenas fue utilizado el tema de Juan Gabriel «Inocente de ti». Ese mismo año, la banda también actuó en un episodio de la primera temporada de Rebelde.
El disco Flores de alquiler se hizo acreedor del doble disco de platino en México por más de 200.000 copias vendidas[cita requerida] y en Estados Unidos recibieron disco de platino por más de 200.000 copias.[cita requerida] Obtuvieron reconocimientos como los premios Billboard en la categoría Latín Pop Airplay del año, nueva generación por el tema «Algo más»;[cita requerida] «Mejor canción del año rock» por la ASCAP de Estados Unidos,[cita requerida] también «Orgullosamente Latino» de 2005 en la categoría «Grupo latino del año» otorgado por los telespectadores del canal Ritmoson Latino.[cita requerida]
A final del mismo año, la banda realizó su primer disco acústico titulado, Acústico, la quinta estación. Se editó en dos presentaciones CD+DVD y DVD+CD, que contienen el concierto acústico, fotos exclusivas, biografía de la banda y los vídeos «El sol no regresa», «Algo más», «Daría» y «Niña». Con este álbum consiguieron el disco de platino en México por más de 100,000 copias vendidas[cita requerida] y en Estados Unidos consiguieron el disco de oro por 50,000 copias.[cita requerida]

### 2006-2008:El mundo se equivoca

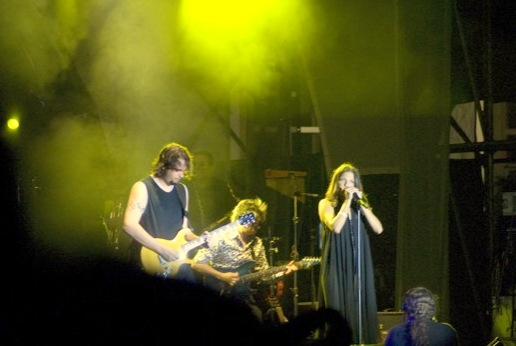
Pablo, Ángel y Natalia dando un concierto en 2008.

En el 2006 la banda publicó su tercer disco, El mundo se equivoca. Con este nuevo trabajo y nuevamente bajo la producción y composición de los temas por parte de John William Hartfiel, su sencillo «Me muero» catapultó el álbum hasta el número 3 de la lista de ventas española.
Realizaron una gira por España con más de 45 fechas durante todo el verano de 2007 y 14 actuaciones más en diciembre de ese mismo año y consiguen el nombramiento de su primer disco de platino.[cita requerida] Además, El mundo se equivoca se convirtió en el quinto disco más vendido de 2007, con más de 100,000 copias vendidas.[cita requerida] En México alcanzan la categoría de disco de platino + disco de oro por más de 120,000 copias vendidas.[cita requerida] A nivel nacional se ubicaron en cuarto lugar de ventas de acuerdo con la lista de AMPROFON.[cita requerida] En Estados Unidos y en Venezuela logran también el disco de platino.
En noviembre de 2007 lanzan una reedición del disco llamada El mundo se equivoca y algo más y su Caja de Éxitos, un álbum recopilatorio de toda su trayectoria. Terminaron el año consiguiendo 6 premios, Grammy Latino al Mejor Álbum Vocal Pop Dúo o Grupo (El mundo se equivoca);[cita requerida] Premio Ondas 2007 al Mejor Grupo Latino;[cita requerida] Premio Amigo al Artista Revelación;[cita requerida] y 3 Premios Principales: Artista Revelación, Mejor Álbum (El mundo se equivoca) y Mejor Canción («Me muero»),[cita requerida]
En 2008, salieron a la luz rumores sobre la mala relación entre Pablo, el guitarrista y Natalia y Ángel, y sobre su supuesta separación. Ese mismo año Sven Martín demandó a la agrupación, por seguir usando el nombre que según el mismo se encargó de registrar. Tras finalizar su gira de conciertos del álbum El mundo se equivoca la banda comenzó a trabajar en su nuevo álbum de estudio y a finales de 2008, se confirmó que Pablo dejaba La Quinta Estación, tras siete años con el grupo.

### 2009-2010:Sin frenosy separación

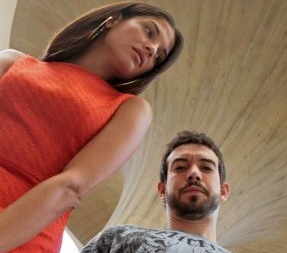
Natalia y Ángel fueron los dos únicos miembros que permanecieron en la agrupación, hasta su separación definitiva en 2010.

El entonces dúo, dio a conocer que su nueva producción se llamaría Sin frenos y que saldría a la venta en marzo de 2009. El primer sencillo del álbum «Que te quería», fue llevado a las radios el 5 de enero y logró alcanzar el número uno tanto en México como en España. Días antes del lanzamiento del disco, Natalia decide cancelar su boda con su prometido Antonio. Ella declaró luego, que el matrimonio hubiese ocasionado que su carrera concluyese. En abril, la banda recibió un reconocimiento por el millón y medio de álbumes vendidos a lo largo de su carrera.
A principios del 2010 surgieron fuertes rumores de la separación de La Quinta Estación debido a unas declaraciones mal interpretadas de la cantante, que tiempo después se negó asegurando que ambos componentes iniciaban proyectos alternos a la agrupación pero que la La Quinta Estación no se desintegraba.[cita requerida] Varios medios de comunicación anunciaban la disolución de la banda como lo hizo el periodista español Rafael Cano, en su programa de radio Día tal cual de la emisora Cadena Dial, donde declaró que «El guitarrista Ángel Reyero continuaría en la composición y producción para otros artistas, mientras la vocalista Natalia Jiménez pensaría en una carrera como solista. Además, tienen pendiente una demanda por el nombre del grupo de un antiguo miembro». Finalmente en febrero de 2010, tras la presentación de su disco Sin frenos en Venezuela, Natalia Jiménez anunció a los medios que la agrupación se separaría. «Es un paso natural. No es abandonar a Ángel. Él ya lo sabe. Y pues nada, está todo el mundo avisado. Es una evolución natural. Vamos a presentar nuestro disco Sin frenos en Venezuela, pues no hemos tenido ocasión de traerlo aquí».
Con Sin frenos, La Quinta Estación se retiró con una nominación al Grammy Latino como Mejor Álbum Pop, dos galardones de los Premio Lo Nuestro como Mejor Álbum Pop y Grupo o Dúo Pop del Año, del mismo modo fueron ganadores del Premio Grammy por Mejor álbum de pop latino, interponiéndose a artistas como Paulina Rubio, Ricardo Arjona, Natalia Lafourcade y Francisco Céspedes. Sin frenos, se trató del álbum más exitoso de la banda. Natalia lanzó el 28 de junio de 2011 su primer disco en solitario llamado Natalia Jiménez y Pablo Domínguez integró un nuevo grupo de música llamado Varsovia. El grupo afirmó que volvería a reunirse pasado un tiempo con la posibilidad de grabar un nuevo disco o realizar una gira conjuntamente.
El 31 de enero de 2020, después de 10 años de la separación del grupo, en una entrevista para El Popular en Perú, antes de su presentación en Lima, Natalia comentó: «La separación fue más por rutina que por algunas diferencias. Llegamos a los 10 años juntos y estábamos cansados, queríamos hacer cosas diferentes». En redes sociales anunciaron el reencuentro de la banda, que sería para el año 2024.

## Integrantes
| - Sven Martín - (2000-2003) - Miguel A. Pascual - (2000-2001) - Carlos León - (2000-2001) - Mariluz Peñalver - (2000-2001) - María Arenas - (2000-2001) - Pablo Domínguez - (2000-2008) - Natalia Jiménez - Voz y Armónica (2001-2010) - Ángel Reyero - Guitarra (2001-2010) - Pablo Domínguez - Bajo (2000-2008) - Sven Martín - Guitarra (2000-2003) | - Natalia Jiménez - Voz y Armónica (2001-2010) - Ángel Reyero - Guitarra (2001-2010) - Pablo Domínguez - Bajo (2000-2008) - Natalia Jiménez - Voz y Armónica (2001-2010) - Ángel Reyero - Guitarra (2001-2010) |

## Discografía
| - Primera toma (2002) - Flores de alquiler (2004) - El mundo se equivoca (2006) - Sin frenos (2009) | - Acústico (2005) - Directo desde Madrid (2008) - Caja de éxitos (2007) |

## Giras musicales
Principales
- 2004: Flores de alquiler Tour[35]
- 2006: El mundo se equivoca Tour[36][37]
- 2009: Sin frenos Tour[38]

## Videografía

### Videos musicales
| Año  | Canción                       | Otro Artista(s) | Álbum                |
| ---- | ----------------------------- | --------------- | -------------------- |
| 2002 | «¿Dónde irán?»                | Ninguno         | Primera toma         |
| 2002 | «Perdición»                   | Ninguno         | Primera toma         |
| 2003 | «No quiero perderte»          | Ninguno         | Primera toma         |
| 2004 | «El sol no regresa»           | Ninguno         | Flores de alquiler   |
| 2005 | «Algo Más»                    | Ninguno         | Flores de alquiler   |
| 2005 | «Daría»                       | Ninguno         | Flores de alquiler   |
| 2005 | «Niña»                        | Ninguno         | Flores de alquiler   |
| 2006 | «Perdición»                   | Ninguno         | Acústico             |
| 2006 | «Tu peor error»               | Ninguno         | El mundo se equivoca |
| 2006 | «Me muero»                    | Ninguno         | El mundo se equivoca |
| 2007 | «Sueños rotos»                | Ninguno         | El mundo se equivoca |
| 2008 | «La frase tonta de la semana» | Ninguno         | El mundo se equivoca |
| 2009 | «Que te quería»               | Ninguno         | Sin frenos           |
| 2009 | «Recuérdame »                 | Marc Anthony    | Sin frenos           |

## Premios y nominaciones

### Premios notables
| Año  | Entrega           | Categoría          | Nominación           | Resultado | Ref.   |
| ---- | ----------------- | ------------------ | -------------------- | --------- | ------ |
| 2006 | Premios Billboard | Tema Pop Latino    | «Algo más»           | Ganadores | [ 39 ] |
| 2007 | Grammy Latino     | Mejor Álbum Vocal  | El mundo se equivoca | Ganadores | [ 40 ] |
| 2010 | Premio Lo Nuestro | Mejor Álbum Pop    | Sin frenos           | Ganadores | [ 41 ] |
| 2010 | Premio Lo Nuestro | Grupo Pop del Año  | La Quinta Estación   | Ganadores | [ 41 ] |
| 2010 | Grammy            | Mejor Álbum Latino | Sin frenos           | Ganadores | [ 42 ] |